# جورج كوفين
جورج كوفين (بالإنجليزية: George Coffin)‏ هو لاعب الجسر ‏ أمريكي، ولد في 8 سبتمبر 1903، وتوفي في 12 مارس 1994.